# Viking Olsson
Viking Olsson född 7 december 1921 i Bath i England, död 8 april 2014 i Nyköping, var en svensk pedagog, ornitolog, naturvårdare, forskare, föreläsare, författare och naturfotograf.

## Biografi
Viking Olsson föddes i Bath i England där hans föräldrar Harold Olsson och Sigrid Wiking-Olsson var verksamma vid det institut för svensk gymnastik som fadern drev. Viking visade tidigt ett stort intresse för naturen och hans farfar tog med honom och visade fåglarna i landskapet runt Bath. Han flyttade till Sverige 1929 när båda hans föräldrar fick anställning som gymnastiklärare på Viggbyholmsskolan utanför Stockholm. Viggbyholmskolans lärare använde en kreativ pedagogik som var viktig för Viking Olssons utveckling. Den kom att påverka hans syn på kunskap och det sätt han själv undervisade på under större delen av sitt liv. Under sin ungdomstid på 1930- och 1940-talet gjorde  Viking Olsson långa cykelturer genom landet. Han lade på det sättet grunden för en gedigen kunskap om den svenska naturen och speciellt dess fågelfauna.
På 1940-talet började Viking Olsson att leda fågelexkursioner för allmänheten i Stockholmstrakten. Detta blev början på hans pedagogiska karriär. Han studerade biologi vid Stockholms universitet under andra världskriget, under avbrott när han blev inkallad till militärtjänst i Norrland. Viking Olsson tog en filosofie licentiat i zoologi och fick en examen i zoologi, botanik och geografi. Han fick sitt provår som lärare på Norra Latin i Stockholm och har sedan dess arbetat i Nynäshamn, Färgelanda, Valdemarsvik, Finspång och Nyköping.
1947 debuterade Viking Olsson som författare med boken "Lilla djurboken". Den följdes av "Naturen som hobby" 1950 där han var en av huvudredaktörerna. Hans genombrott som fågelboksförfattare kom 1956 med boken "Fåglarnas år" där man som läsare får inblick i fåglarnas liv under årets fyra årstider. Denna bok följdes sedan av "Fåglar i närbild" 1960. Viking Olsson har under hela sitt liv lyft fram betydelsen av miljön runt fåglarna, vilket syns i "Kustens fåglar" 1966, "Barrskogens fåglar" 1969 och "Lövskogens och kulturlandskapets fåglar" 1971. Viking Olsson har också en barnbok i sin produktion. 1960 kom boken "Kliff och Klaff reser till havet" som han gjorde i samarbete med sina två döttrar.
Redan  när han var 15 år 1936 började Viking Olsson att ringmärka fåglar. Mellan åren 1936 till 2007 ringmärkte han totalt 34 563 fåglar. I sin licentiatavhandling studerade han kattuggla, häger, ormvråk och gråtrut. Den art som han arbetat mest med under sitt liv är berguven. Han följde populationen av berguv i sydöstra Sverige under flera decennier och hans forskning har bidragit till att berguven nu har en mycket mer livskraftig stam i Sverige. Viking Olsson gjorde också forskningsstudier på varfågel och törnskata. Han inventerade djurlivet i Muddus nationalpark, Nedre Dalälven, Källskären, Hävringe och Hartsö skärgård i Södermanland och han följde t.ex. fågelfaunan på Röskären i Östergötlands skärgård i över 50 år. Viking Olsson var hedersmedlem i Sveriges Ornitologiska förening
1937 började Viking Olsson att dokumentera naturen med hjälp av fotografier.. Under sitt liv publicerade han många av sina bilder i sina böcker och artiklar. 1966 var Viking Olsson med och grundade föreningen Naturfotograferna.
Viking Olsson medverkade flera gånger i radioprogrammet Naturmorgon